# Liste von Reichstagsabgeordneten mit ungeklärtem Verbleib
Die Liste von Reichstagsabgeordneten mit ungeklärtem Verbleib bietet einen Überblick über Personen, die zwischen 1871 und 1945 Abgeordnete des Deutschen Reichstags waren, deren Todesdatum und -ort ungeklärt sind.
Sie ist in drei Abschnitte gegliedert:
1) Personen, die von einem Gericht amtlich für tot erklärt wurden,

2) Personen, die (so weit feststellbar) nicht von einem Gericht für tot erklärt wurden, zu denen aber in der Fachliteratur oder anderen reputablen Quellen ausdrücklich angegeben wird, dass sie seit einem bestimmten Zeitraum „vermisst“ oder „verschollen“ sind; sowie

3) Personen, die (soweit feststellbar) nicht in die zwei zuerst genannten Kategorien fallen, zu denen aber (bisher) keine Angaben zu ihrem Todeszeitpunkt und -ort vorliegen.

## Reichstagsabgeordnete, die gerichtlich für tot erklärt wurden
13 Einträge
- Erich Akt (* 3. Juli 1898 in Krotoschin) (NSDAP): Akt ist seit dem Zweiten Weltkrieg verschollen. Er wurde 1961 durch Beschluss des Stadtbezirksgerichts Berlin Prenzlauer Berg mit Wirkung vom 4. Juli des Jahres für tot erklärt.
- Franz Doll (* 6. November 1906 in Durlach (Baden)) (KPD): Dolls letztes Lebenszeichen nach der Flucht in die Sowjetunion ist im Jahr 1934 festzustellen. Er wurde durch Beschluss des Amtsgerichts Heidelberg von 1947 für tot erklärt mit offiziell festgelegtem Todesdatum zum 31. Dezember 1945.
- Paul Geburtig (* 18. September 1896 in Fellhammer, Kreis Waldenburg) (NSDAP): Geburtig ist seit 1945 oder 1946, verschollen. Er wurde durch Entscheidung des Amtsgerichts Berlin-Neukölln vom 18. August 1950 (19 II 507.50) für tot erklärt. Als Zeitpunkt des Todes wurde amtlich der 31. Oktober 1946 festgelegt. Standesamtlich wurde sein Tod beim Standesamt I in Berlin durch Todeserklärung vom 15. November 1950 beurkundet (Todeserklärung Nr. 67124/1950).
- Hermann Harbauer (NSDAP): Harbauer wurde Ende 1947 durch ein Berliner Gericht zum 24. April 1945 für tot erklärt.[1]
- Wilhelm Heinz (* 18. Oktober 1894 in Odrau) (NSDAP): Heinz wurde mit offiziell festgelegtem Todesdatum vom 31. Dezember 1945 für tot erklärt.
- Otto Hergt (NSDAP): Hergt wurde durch ein Berliner Gericht zum Jahr 1945 für tot erklärt.
- Friedrich Wilhelm Höhne (* 16. September 1896 in Dresden) (DVP): Höhne wurde durch Beschluss des Amtsgerichts Dresden vom 28. April 1952 für tot erklärt mit offiziellen Todesdatum zum 31. Dezember 1950.
- Gustav Leidenroth (NSDAP): Leidenroth wurde durch einen Gerichtsbeschluss vom 28. Februar 1951 offiziell für tot erklärt.
- Julius Merz (* 28. Dezember 1903 in Laer) (NSDAP): Merz ist seit der Schlussphase des Zweiten Weltkriegs verschollen. Er wurde durch Beschluss des Amtsgerichtes Herne vom 25. Februar 1947 (rechtskräftig seit 27. Mai 1947) für tot erklärt. Als offizieller Todestag wurde der 18. März 1945 festgestellt (Aktenzeichen 5 II 30/1946).
- Fritz Tiebel (* 6. August 1889 in Połajewo, Kreis Obornik, Provinz Posen) (NSDAP): Tiebel wurde in der Schlussphase des Zweiten Weltkriegs als Volkssturmmann eingesetzt und war seither verschollen. Er wurde durch Entscheidung des Amtsgerichts Neukölln vom 2. Dezember 1959 (0 IIb 186/58) für tot erklärt. Als Zeitpunkt des Todes wurde der 31. Dezember 1945 amtlich festgelegt. Sein Tod wurde dann beim (Sonder-)Standesamt I in Berlin durch Urkunde vom 14. März 1960 beurkundet (Todeserklärung Nr. 7523/1960).
- Alwin Uber (* 24. Oktober 1884) (NSDAP): Uber geriet zum Ende des Zweiten Weltkriegs in polnische Gefangenschaft, in der er verstarb. Er wurde zum 31. Dezember 1946 gerichtlich für tot erklärt.
- Friedrich Uebelhoer (* 25. September 1893 in Rothenburg ob der Tauber) (NSDAP): Uebelhoer starb womöglich bei Kriegsende. Er wurde zum 31. Dezember 1950 gerichtlich für tot erklärt.
- Günther Ziegler (* 9. Februar 1892 in Deutsch Lissa bei Breslau) (NSDAP): Ziegler wurde am 20. Juli 1945 von sowjetischen Truppen gefangen genommen. Er wurde später gerichtlich für tot erklärt mit offiziellem Todesdatum zum 31. Dezember 1945.

Für tot erklärte Personen, deren tatsächliches Todesdatum nachträglich geklärt wurde:
- Ernst Peikert (* 17. Januar 1900 in Schwerin, Kreis Teltow; † 7. Juli 1947 im Lager Sachsenhausen) (NSDAP): Peikert wurde durch Beschluss des Amtsgerichts Neukölln vom 7. Juni 1962 (70 II 181/1961) zum 31. Januar 1948 für tot erklärt. Sein Tod wurde beim (Sonder)-Standesamt I Berlin unter der Sterberegisternummer 6827/1963 beurkundet.

## Reichstagsabgeordnete, zu denen in der Literatur explizit festgestellt wird, dass sie „verschollen“/„vermisst“ sind
4 Einträge
- Paul Dargel (* 1903 in Elbing) (NSDAP): Dargel fungierte 1945 als stellvertretender Reichsverteidigungskommissar in Ostpreußen. In den Meldeunterlagen seiner Ehefrau wurde er bereits im Juli 1945 als „vermisst“ angegeben. Und auch Jahrzehnte später wurde in Meldekarten zu seiner Frau noch zu ihm angegeben, dass er „vermisst“ sei.
- Michael Heuschneider (NSDAP): Heuschneiders Verbleib nach Kriegsende ist unklar. In der Sterbefallanzeige zu seiner Ehefrau von 1964 wird angegeben, dass er zum damaligen Zeitpunkt noch als vermisst galt.
- Konrad Ritsch (* 1906 in Amalienhof) (NSDAP): Ritsch wird in einer Vermisstenanzeige in der Zeitschrift Die Gegenwart von 1948 als seit Juni 1944 im Gebiet östlich von Witebsk als „vermisst“ verzeichnet.[2]
- Wilhelm Schumann (* 28. März 1899 in Elberfeld) (NSDAP): Schumanns Spur verliert sich in der Schlussphase des Zweiten Weltkriegs. Im Sterbeakt für seine Frau wird er als „seit 1945 vermisst“ gekennzeichnet.

## Sonstige Reichstagsabgeordnete, deren Verbleib nicht gesichert ist
19 Einträge
- Paul Brusch (* 9. Oktober 1884) (NSDAP): Zu Brusch liegen keine Informationen nach einer Tätigkeit in Metz während des Zweiten Weltkriegs vor.
- Emil Engler (NSDAP): Über Englers Schicksal nach dem Zweiten Weltkrieg liegen keine Informationen vor.
- Curt Haase (NSDAP): Über Haases Schicksal nach 1945 fehlen Informationen.
- Paul Hudl (NSDAP): Hudl ist im Jahr 1955 in Altona bei Hamburg nachweisbar.
- Fritz Kohls (* 8. Oktober 1894 in Horngut) (NSDAP): Zu Kohls Verbleib liegen in der Literatur keine positiven Belege vor. Ein im Jahr 1894 geborener Friedrich Kohls verstarb am 29. Juni 1947 als Gefangener des sowjetischen Speziallagers Fünfeichen.[3]
- Gustav Kluwe (SPD): Über Kluwes Schicksal nach 1939 liegen keine Informationen vor.
- Erich Krüger (NSDAP): Über Krügers Schicksal nach 1945 liegen keine Informationen vor.
- Karl Kuhnke (NSDAP): Über Kuhnkes Schicksal nach 1940 liegen keine Informationen vor.
- Hans Kühtz (NSDAP): Über Kühtzs Schicksal nach 1945 liegen keine Informationen vor.
- Otto Merker (NSDAP): Merker lebte in den 1950er Jahren als Landrat a. D. in Hamburg. Über sein Schicksal nach 1960 fehlen Informationen.
- Ernst Mutz (NSDAP): Über Mutzs Schicksal nach 1945 fehlen Informationen.
- Georg Müller (* 15. Juli 1892 in Leipzig) (NSDAP): Zu Müllers Verbleib seit dem Jahr 1942, in dem eine zweite Eheschließung von Müller nachgewiesen ist, liegen in der Literatur keine positiven Informationen vor.
- Richard Preiß (NSDAP): Preißs Schicksal nach 1945 ist ungeklärt.
- Otto Schmidtke (NSDAP): Schmidtkes Schicksal nach 1945 ist ungeklärt.
- Karl Schröder (* 8. Februar 1897 im Forsthaus Braunhirsch bei Schlochau) (NSDAP): Zu Schröders Verbleib liegen in der Literatur keine positiven Belege vor. Ein Karl Schröder mit Geburtsjahr 1897 (genauere Personendaten wurden im Zugangsbuch nicht erhoben), der aufgrund seiner aktiven NSDAP-Mitgliedschaft verhaftet worden war, wurde aber nachweislich am 14. Juli 1945 als Gefangener in das NKWD-Lager Nr. 9 bei Neubrandenburg eingeliefert. Dieser Karl Schröder verstarb dort am 25. Februar 1947 und wurde auf dem Kriegsgefangenenfriedhof Fünfeichen beigesetzt.[4]
- Wilhelm Siegfried (DNVP): Siegfried lebte Anfang der 1950er Jahre in Friedrichroda. Über sein Schicksal seit den später 1950er Jahren liegen keine Informationen vor.
- Paul Sterzing (NSDAP): Sterzing war 1949 noch am Leben, sein weiteres Schicksal ist ungeklärt.
- Max Tietböhl (NSDAP): Über Tietböhls Schicksal nach 1945 liegen keine Informationen vor.
- Ernst Zitzmann (NSDAP): Zitzmann floh in der Nacht vom 6. zum 7. Mai 1945 aus Kamenz, wo er als Kreisleiter amtierte. Zu seinem weiteren Verbleib liegen keine Informationen vor.